# Geodetische Basis van de Kempen

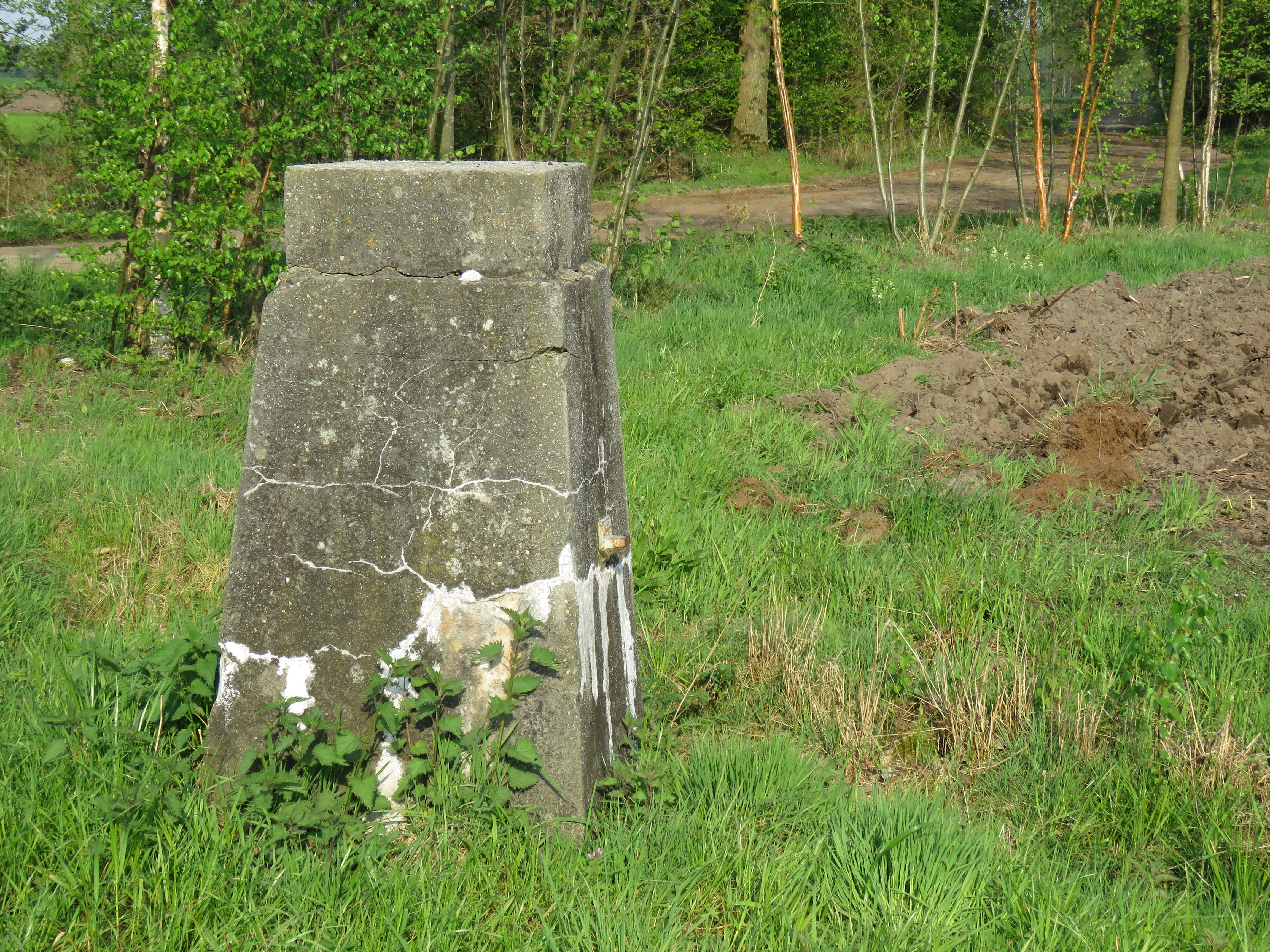
Westelijke eindpaal van de Geodetische Basis van de Kempen langs de Kastelsedijk in Geel

De Geodetische Basis van de Kempen staat nu bekend als de naam van een kaarsrecht stuk weg met daar langs het oostelijke uiteinde van de basis, iets ten zuidoosten van Dessel. De weg loopt in westelijke richting, langs het Prinsenpark bij Retie, naar de Westelijke eindpaal op het grondgebied van Geel.
De weg werd in 1939 gebruikt voor het meten van de Geodetische Basis van de Kempen tussen de westelijke eindpaal en de oostelijke eindpaal. Die opmeting was bedoeld voor het bepalen van de ligging van geodetische punten die moest dienen voor het maken van een nieuwe kaart van België. De uitvoering gebeurde door het Nationaal Geografisch Instituut van België, dat onder meer de topografische kaarten samenstelt. De meting gebeurde met een Invar meetlint van 24 meter en duurde van 3 tot 10 juli 1939. De gemeten afstand van de Geodetische Basis van de Kempen was 5447,7605 meter.
Nadat vanaf 1988 de metingen met GPS werden uitgevoerd, raakte het belang van de geodetische basis geleidelijk aan op de achtergrond. In 2001 werd de positie van beide eindpalen nog met behulp van GPS bepaald, doch sindsdien is het belang van de basis verdwenen en is deze geworden tot een curiositeit die van belang is voor de wandelaars en fietsers die het Prinsenpark bezoeken of een van de wandelroutes volgen die er langs lopen.